# Arne
För andra betydelser, se Arne (olika betydelser).

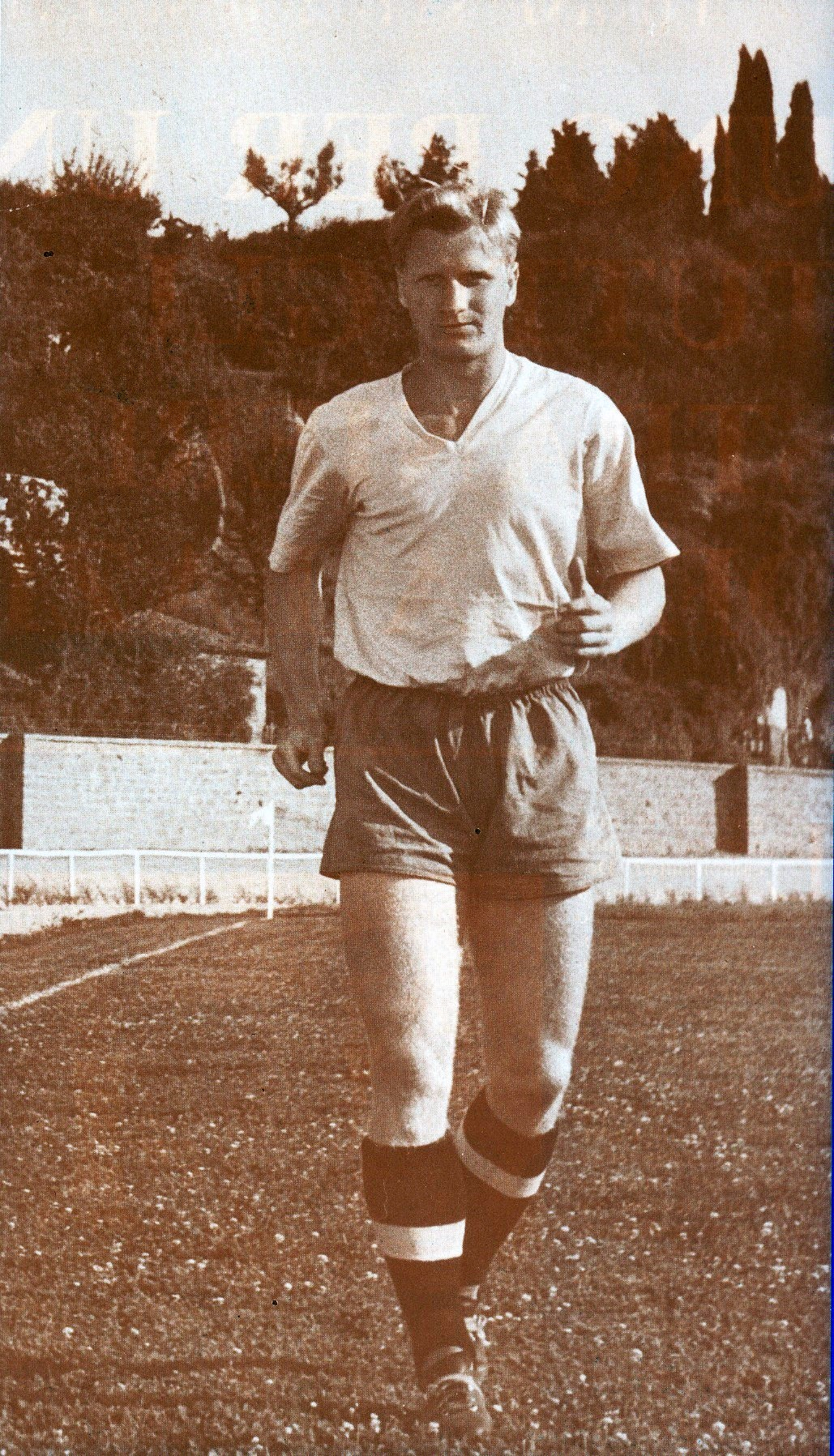
Arne Selmosson, 1956.

Mansnamnet Arne är ett fornnordiskt namn format av en böjning av det fornnordiska ordet Ǫrn för 'Örn'.
Äldsta belägget i Sverige är en runinskrift från 1000-talet på en sten vid Nora sjö, Södermanland: Ingemar och Arne läto resa denna sten och göra bro efter Stenkel, sin son. Gud hjälpe hans ande.
Arne är sedan gamla tider ett vanligt namn i västra och norra Sverige, men även i Finland. Under senare delen av 1900-talet har populariteten avtagit något. Den 31 december 2009 fanns det totalt 68 030 personer i Sverige med namnet Arne, varav 17 245 med det som tilltalsnamn. År 2003 fick 182 pojkar namnet, varav 1 fick det som tilltalsnamn.
I det antika Grekland var Arne ett kvinnonamn; enligt myten var Arne dotter till Aiolos, eolernas stamfar.
Namnsdag i Sverige: 4 augusti. I den finlandssvenska namnsdagslängden har Arne namnsdag 16 november sedan starten 1929, då en egen namnsdagskalender togs i bruk för finlandssvenskar.

## Personer med förnamnet Arne
- Arne Andersson (företagsledare), 1903–1976
- Arne Hedenö, ursprungligen Andersson, 1906–1968
- Arne Andersson (konstnär), 1915–1982
- Arne Andersson (idrottare), 1917–2009
- Arne Andersson (sångare), 1920–2003
- Arne Andersson (fotbollsspelare), 1921–2003
- Arne Andersson (kompositör), född 1924
- Arne Andersson (moderat politiker), 1928–2001
- Arne Andersson (född 1933), konstnär
- Arne Andersson (skådespelare), född 1944
- Arne Andersson (socialdemokratisk politiker), född 1928, inspektör i Gamleby, Kalmar län, riksdagsledamot för socialdemokraterna sedan 1974
- Arne Arvidsson
- Arne Beurling
- Arne Borg
- Lars-Arne Bölling
- Arne Domnérus
- Pål Arne Fagernes
- Arne Fredga
- Arne Garborg
- Arne Geijer
- Arne Hamarsland
- Arne Hegerfors
- Tor Arne Hetland
- Arne Holm
- Karl-Arne Holmsten
- Arne Imsen
- Arne Jacobsen
- Arne Jones
- Arne Carlson (född 1934), en svensk-amerikansk politiker
- Arne Carlsson (född 1945), fotograf
- Arne Carlsson (född 1943), ishockeyspelare
- Arne Carlsson (1927–2003), politiker
- Arne Karlsson (1912–1947), en aktivist inom arbetarrörelsen
- Arne Karlsson (1908–2009), filmtekniker
- Arne Karlsson (född 1958), tidigare VD för investmentsbolaget Ratos
- Arne Karlsson (född 1936), seglare
- Arne Karlsson (född 1946), sportskytt
- Arne Kvalheim
- Arne Källerud
- Arne Lamberth
- Arne Ljungqvist
- Arne S. Lundberg
- Arne Mattsson
- Arne Månsson
- Arne Nordheim
- Arne Ohlson
- Arne Qvick
- Arne Sahlén
- Arne Selmosson
- Arne Strömberg
- Arne Strömgren
- Arne Sucksdorff
- Arne Sunnegårdh
- Arne Tammer
- Arne Thorén
- Arne Tiselius
- Arne Treholt
- Per Arne Wahlgren
- Bengt-Arne Wallin
- Arne Weise
- Arne Åhman

### Fiktiva personer med förnamnet Arne
- Arne, en skygg yngling i folklivsberättelsen med samma namn av Bjørnstjerne Bjørnson från 1858.
- Herr Arne, den rike prästen som blir mördad i Selma Lagerlöfs roman Herr Arnes penningar från 1904.
- Arne Alligator är frontfiguren i barnorkestern Arne Alligator & Djungeltrumman. Han förekommer också i boken "Arne Alligator spelar på Sveaborg" som utgavs 2012.
- Arne Anka. En butter seriefigur.
- Arne Nyström, spelad av Hans Wiktorsson, assistent till humorfiguren Kurt Olsson.

## Personer med efternamnet Ahrne/Arne
- Marianne Ahrne, svensk filmregissör och författare.
- Thomas Arne, brittisk kompositör.
- Ture J:son Arne, svensk arkeolog.

## Platser uppkallade efter personer med namnet Arne
- Arentorp

## Externa läkar
- Wikimedia Commons har media som rör Arne.

 Wiktionary har ett uppslag om Arne.